# Anthony Boric
Anthony Frank Boric (propriamente Borić; Auckland, 27 dicembre 1983) è un ex rugbista a 15 neozelandese, già seconda linea dei Blues in Super Rugby e campione del mondo 2011 con gli All Blacks.

## Biografia
Nato in una famiglia di origine croata (i suoi nonni venivano da un villaggio della Dalmazia e si trasferirono in Nuova Zelanda a cercar lavoro come estrattori di gomma di kauri; in seguito acquistarono un frutteto e più avanti avviarono un'attività di viticoltura), Anthony Boric ha studiato ingegneria civile all'università di Auckland.
Esordiente a livello provinciale nel 2005 con North Harbour, debuttò in Super Rugby nel 2006 con la franchise dei Blues.
Durante gli esami finali di laurea ricevette la convocazione degli All Blacks per i test di metà anno del 2008 ed esordì contro l'Inghilterra ad Auckland, la sua città natale.
In Nazionale fino al 2011, vi disputò 24 incontri, di cui solo 7 da titolare, e si laureò campione del mondo alla Coppa del Mondo di rugby 2011.
Nel 2013, dopo un'estroflessione discale al collo che lo aveva tenuto quasi un anno lontano dal campo, decise di accettare l'offerta di giocare nella Top League giapponese nelle file dei Dynaboars con un contratto biennale, adamantino nell'ammettere che il motivo principale del trasferimento fosse un maggior ingaggio economico aggiunto al minor rischio per la sua integrità fisica in campo per la diversa natura del rugby giapponese rispetto a quello neozelandese; tuttavia, dopo solo una stagione, a causa dell'aggravarsi delle condizioni del collo, si ritirò dall'attività per tornare in patria e impiegarsi come project manager presso una ditta di costruzioni di Auckland e, occasionalmente, come commentatore sportivo.

## Palmarès
- Coppe del mondo: 1
Nuova Zelanda: 2011